# Éric Fradet
Pour les articles homonymes, voir Fradet.
Éric Fradet est un parachutiste sportif et base jumper français né le 12 juin 1959, détenteur, avec plus de 25 000 sauts, du record du monde du nombre de sauts,.

## Palmarès
- 4 fois champion du monde en vol relatif à quatre (1987, 1989, 1991 et 1993)[4]
- 3 fois vainqueur de coupe du monde en vol relatif à quatre (1988, 1990 et 1992)[4]
- Champion du monde de sky surf en 2001[5]
- Vainqueur de la coupe du monde de sky surf en 1998 et 2000[4].